# Гигло
Гигло́ (фр. Guiglo) — город на юго-западе Кот-д’Ивуара, административный центр области Муайен-Кавелли, а также одноимённого департамента.

## Географическое положение
Город находится в центральной части области, на правом берегу реки Нзо (приток реки Сасандра), на расстоянии приблизительно 243 километров к западу от столицы страны Ямусукро. Абсолютная высота — 233 метра над уровнем моря.

## Население
По данным переписи 1988 года численность населения города составляла 22 187 человек.
Динамика численности населения города по годам:
| 1975  | 1988   | 2012   |
| ----- | ------ | ------ |
| 9 283 | 22 187 | 63 643 |

## Транспорт
К югу от города расположен небольшой одноимённый аэропорт (ICAO: DIGL, IATA: GGO).